# Bremenfly
Bremenfly – nieistniejąca niemiecka linia lotnicza z siedzibą w Bremie. Głównym hubem był Port lotniczy Berlin-Schönefeld. Flota składała się z 2 samolotów Boeing 737-400.